# Frank Powers
Frank Powers ist eine Band aus Brugg im Aargau (Schweiz).
Ihre Musik gehört unterschiedlichen Genres an. Singer-Songwriter, Folk-Pop und Chamber-Pop werden als häufigste genannt.
Frank Powers hat mehrheitlich Lieder auf Englisch sowie einige auf Französisch und Schweizerdeutsch im Repertoire.
Im Jahr 2015 trat Frank Powers – als Sieger des Waldbühne-Wettbewerbs – auf dem Gurten am Gurtenfestival 2015 auf.

## Diskografie
- 2014: Welcome at Frank’s (Album)
- 2016: Laisser faire[4]
- 2018: Juheminee[5]